# Ribes speciosum
Espèce
Classification APG III (2009)
Le Groseillier à fleur de fuchsia ou Fuchsia de Californie (Ribes speciosum) est une espèce d'arbustes très épineux originaire de Californie. Dans sa région d'origine, il est pollinisé par les colibris, ce serait la raison pour laquelle il ne produit que très peu de fruits en Europe.